# Хронологія рекордів України з легкої атлетики – Стрибки з жердиною (жінки)
Рекорди України зі стрибків з жердиною визнаються Федерацією легкої атлетики України з-поміж результатів, які показали українські легкоатлетки на будь-яких аренах (як просто неба, так і в приміщенні), за умови дотримання встановлених вимог.
Національні рекорди зі стрибків з жердиною серед жінок фіксуються з 1996 року.
Правила ФЛАУ передбачають можливість визнання рекордами України (іноді їх називають «абсолютними» рекордами на противагу рекордам України в приміщенні) результатів, показаних на будь-яких стрибкових секторах (як на відкритому повітрі, так і у приміщенні).

## Хронологія рекордів
|                                                                             | Результат | Атлетка                | Місто змагань | Дата змагань | Примітки | Відео |
| --------------------------------------------------------------------------- | --------- | ---------------------- | ------------- | ------------ | -------- | ----- |
| 1                                                                           | 4,05      | Анжела Балахонова Київ | Сопот         | 11.08.1996   |          |       |
|                                                                             |           |                        |               |              |          |       |
| 2                                                                           | 4,22      | Анжела Балахонова Київ | Київ          | 22.05.1997   |          |       |
|                                                                             |           |                        |               |              |          |       |
| 3                                                                           | 4,25      | Анжела Балахонова Київ | Мюнхен        | 21.06.1997   |          |       |
| Кубок Європи, Олімпійський стадіон, ф1                                      |           |                        |               |              |          |       |
| 4                                                                           | 4,34      | Анжела Балахонова Київ | Київ          | 11.07.1997   |          |       |
| Чемпіонат України, НСК «Олімпійський», ф1                                   |           |                        |               |              |          |       |
| 5                                                                           | 4,35      | Анжела Балахонова Київ | Формія        | 13.07.1997   |          |       |
| World Formia Meeting, ф1                                                    |           |                        |               |              |          |       |
| 6                                                                           | 4,36      | Анжела Балахонова Київ | Вайсбах       | 27.07.1997   |          |       |
|                                                                             |           |                        |               |              |          |       |
| 7                                                                           | 4,37      | Анжела Балахонова Київ | Київ          | 16.05.1998   |          |       |
| Міжнародні змагання на призи олімпійських чемпіонів, НСК «Олімпійський», ф1 |           |                        |               |              |          |       |
| 8                                                                           | 4,40      | Анжела Балахонова Київ | Віламоура     | 30.05.1998   |          |       |
| Кубок Європи серед клубів, ф1                                               |           |                        |               |              |          |       |
| 9                                                                           | 4,54      | Анжела Балахонова Київ | Нью-Йорк      | 06.06.1999   |          |       |
| Ігри доброї волі, ф4                                                        |           |                        |               |              |          |       |
| 10                                                                          | 4,55      | Анжела Балахонова Київ | Сен-Дені      | 03.07.1999   |          |       |
| Meeting Gaz de France, Стад-де-Франс, ф1                                    |           |                        |               |              |          |       |
| 11                                                                          | 4,55      | Анжела Балахонова Київ | Севілья       | 21.08.1999   |          |       |
| Чемпіонат світу, Олімпійський стадіон, ф2                                   |           |                        |               |              |          |       |
| 12                                                                          | 4,56      | Анжела Балахонова Київ | Лінц          | 08.08.2000   |          |       |
| Linz Gugl Grand Prix, ф1                                                    |           |                        |               |              |          |       |
| 13                                                                          | 4,57      | Анжела Балахонова Київ | Ялта          | 04.07.2004   |          |       |
| Чемпіонат України, «Авангард», ф1                                           |           |                        |               |              |          |       |
| 14                                                                          | 4,65      | Марина Килипко Харків  | Трані         | 03.09.2016   | [ 1 ]    |       |
| Стрибки на площі, ф1                                                        |           |                        |               |              |          |       |
| 15                                                                          | 4,70      | Марина Килипко Харків  | Луцьк         | 18.06.2021   | [ 2 ]    |       |
| Чемпіонат України, «Авангард», ф1                                           |           |                        |               |              |          |       |
| 3 роки, 272 дні від дати встановлення                                       |           |                        |               |              |          |       |